# IC 3365
IC 3365 — галактика типу Im () у сузір'ї Волосся Вероніки.
Цей об'єкт міститься в оригінальній редакції індексного каталогу.